# Kielmeyera divergens
Kielmeyera divergens är en tvåhjärtbladig växtart som beskrevs av N. Saddi. Kielmeyera divergens ingår i släktet Kielmeyera och familjen Calophyllaceae. Inga underarter finns listade i Catalogue of Life.